# Chiharu Ogiwara
Chiharu Ogiwara (荻原 千春 Ogiwara Chiharu?, 13 de febrero de 1957-20 de junio de 2024) fue un boxeador japonés de la categoría de peso superwélter.

## Carrera
Participó en los Juegos Olímpicos de Los Angeles 1984 en la categoría de peso superwélter donde inició en la segunda ronda venciendo a Mario Centeno de Nicaragua por knockout en el primer asalto, pero sería eliminado en la tercera ronda ante Rod Douglas de Reino Unido por decisión dividida.
También participó en los Juegos Asiáticos de 1986 en Seúl donde ganó la medalla de plata en la categoría de -71kg, donde perdió la final ante Lee Hae-jung de Corea del Sur.